# لرد میر لندن
لرد میر لندن (انگلیسی: Lord Mayor of London) رهبر تعاونی لندن بود. او عناوین و القاب بسیاری از جمله بسیار محترم را داشت.

## نگارخانه

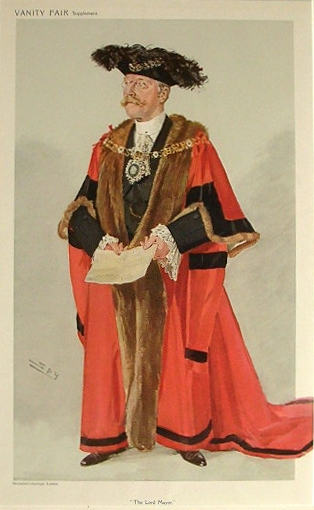
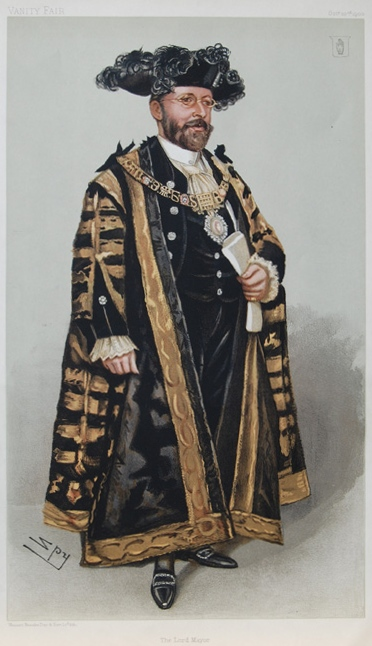
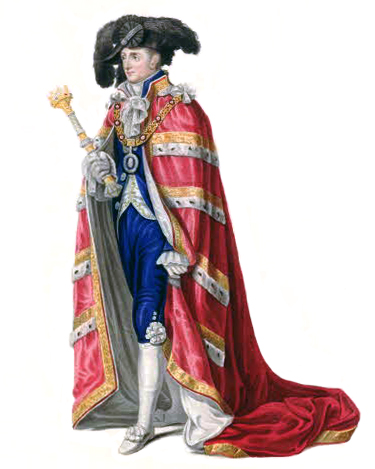